# Matzam
Matzam är en ort i Mexiko.   Den ligger i kommunen Tenejapa och delstaten Chiapas, i den sydöstra delen av landet, 800 km öster om huvudstaden Mexico City. Matzam ligger 2 384 meter över havet och antalet invånare är 1 599.
Terrängen runt Matzam är huvudsakligen kuperad, men norrut är den bergig. Runt Matzam är det ganska tätbefolkat, med 155 invånare per kvadratkilometer. Närmaste större samhälle är San Cristóbal de las Casas, 18,6 km väster om Matzam. I omgivningarna runt Matzam växer i huvudsak städsegrön lövskog.